# Romanzof Mountains
Die Romanzof Mountains sind ein Teilgebirge der Brookskette im US-Bundesstaat Alaska.

## Lage
Die Romanzof Mountains liegen im Osten der Brookskette. Das Gebirge wird im Westen vom Flusstal des Hulahula River, im Osten von dem des Kongakut River begrenzt. Im Süden reicht das Gebirge bis zu den Oberläufen von Sheenjek River und East Fork Chandalar River. Im Osten findet das Gebirge seine Fortsetzung in den British Mountains, im Süden geht es in die Davidson Mountains über, im Südwesten grenzt es an die Philip Smith Mountains sowie im Westen an die Franklin Mountains.
In den Romanzof Mountains liegen die zwei höchsten Gipfel der Brookskette. Den höchsten Punkt bildet der Mount Isto mit 2736 m. Die Gebirgsgruppe weist mehrere Gletscher auf. Der zentrale Bereich der Gebirgsgruppe wird über die Flüsse Okpilak River, Jago River, Aichilik River und Egaksrak River nach Norden zur Beaufortsee hin entwässert.

## Schutzgebiete
Die Romanzof Mountains liegen im Arctic National Wildlife Refuge.

## Geologie
In den Romanzof Mountains ist ein kleiner Granit-Batholith in eine dicke Abfolge von Metasedimentgesteinen aus dem Prä-Mississippium eingedrungen. Jüngere Sedimenteinheiten vom Mississippium bis zur Kreide reichend grenzen im Norden an den Batholith. Die Gebirgsbildung während dem späten Devon und während der Kreide führte zu starken Verformungen.

## Berge (Auswahl)
Im Folgenden eine Auswahl benannter Gipfel in den Romanzof Mountains:
- Mount Isto (2736 m ⊙)[3]
- Mount Hubley (2718 m ⊙)[4]
- Mount Michelson (2699 m ⊙)[5]
- Mount Okpilak (2695 m ⊙)
- Mount Ahab (2670 m ⊙)
- Wolverine Crags (2665 m ⊙)
- Mount Arey (2656 m ⊙)
- Contact Peak (2646 m ⊙)
- Spectre Peak (2629 m ⊙)
- Gothic Mountain (2627 m ⊙)

## Namensgebung
Am 3. August 1826 entdeckte der Polarforscher John Franklin, der im Rahmen seiner Mackenzie-River-Expedition entlang der Küste nach Westen segelte, das Gebirge. In den zwei Jahre später veröffentlichten Aufzeichnungen seiner Reise schrieb Franklin: „At Six this evening we passed the termination of the British chain of Mountains and had now arrived opposite the commencement of another range, which I named after the late Count Romanzoff, Chancellor of the Russian Empire, as a tribute of respect to the memory of that distinguished patron and promoter of discovery and science.“ Ins Deutsche übersetzt: Um sechs Uhr abends passierten wir das Ende der Gebirgskette der British Mountains und sind nun gegenüber dem Beginn einer anderen Bergkette angekommen. Diese benannte ich nach dem verstorbenen Grafen Romanzoff, Kanzler des russischen Reichs, als Hommage an diesen angesehenen Förderer des Entdeckertums und der Wissenschaft.